# Gordon Coates
Joseph Gordon Coates (Hukatere, 3 februari 1878 – Wellington, 27 mei 1943) was een Nieuw-Zeelands politicus. Hij was van 1925 tot 1928 de 21e premier van Nieuw-Zeeland.

## Levensloop

### Vroege jaren
Coates werd geboren op een boerderij en had vanaf jonge leeftijd veel verantwoordelijkheden thuis omdat zijn vader leed aan een bipolaire stoornis. Hij werkte veel met paarden, maar door een ongeluk hield hij de rest van zijn leven last aan een been.

### Parlementslid
Als boer was Coates betrokken bij verschillende belangenorganisaties. Hij stelde zich in 1905 met succes verkiesbaar voor de gemeenteraad van Otamatea. In 1911 volgde verkiezing in het nationale parlement als onafhankelijke kandidaat, hoewel hij meestal mee stemde met de Liberale Partij. Premier Thomas Mackenzie bood Coates een ministerszetel aan, maar hij bedankte daarvoor. Langzamerhand nam hij meer afstand van de Liberale Partij omdat hij voorstander was van vrij eigendomsrecht voor boeren, iets waar de Liberalen negatiever tegenover stonden.

### Eerste Wereldoorlog

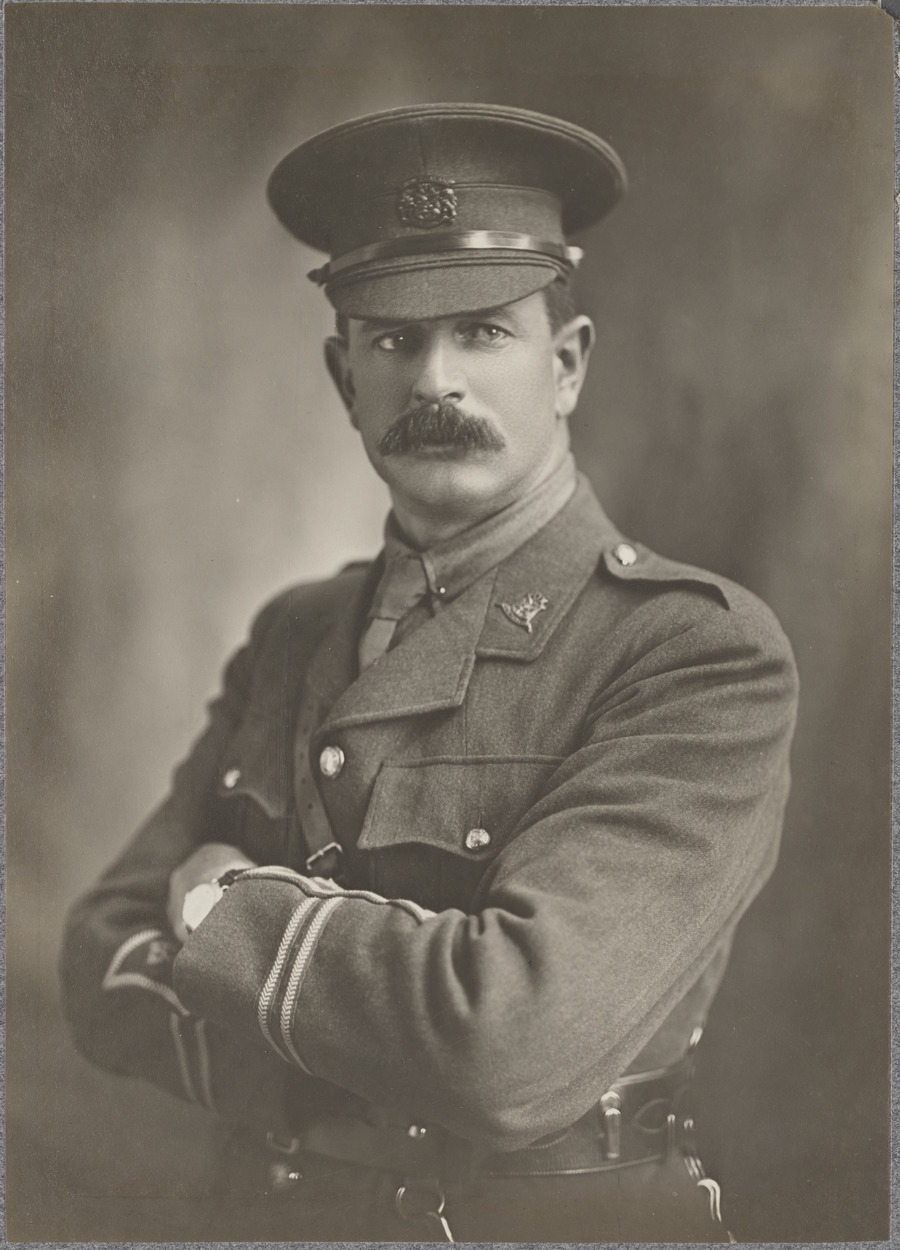
Coates kort na de Eerste Wereldoorlog in uniform.

Coates steunde in juli 1912 een motie van wantrouwen tegen premier Mackenzie, waardoor deze moest aftreden. Zijn opvolger was William Massey van de Reform Party, waar Coates zich in 1914 officieel bij aansloot. Na de uitbraak van de Eerste Wereldoorlog in datzelfde jaar wilde Coates in militaire dienst, maar premier Massey raadde hem het af omdat zijn partij slechts een krappe meerderheid had in het parlement. In november 1916 trad Coates alsnog toe tot het leger. Hij vocht onder andere nabij de Somme en rond Ieper. Voor zijn inzet ontving hij het Military Cross en de gesp.

### Minister
Bij zijn terugkeer in Nieuw-Zeeland werd Coates als held ontvangen. In september 1919 trad hij tot de regering toe als minister van Justitie en minister voor Telegrafie. Later kreeg hij de portefeuilles Spoorwegen en Publieke Werken. Vanaf maart 1921 was Coates minister van Inheemse zaken. Hij raakte bevriend met Āpirana Ngata, met wie hij nauw samenwerkte voor de belangen van de Maori.

### Premier

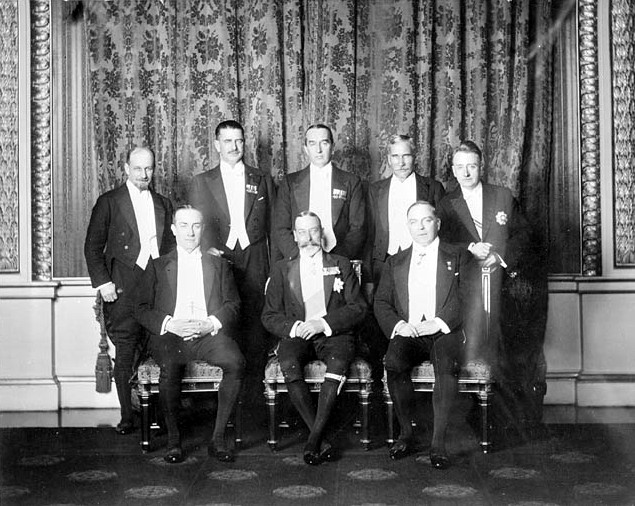
Coates (tweede van links, achterste rij) tijdens de Imperiale Conferentie in 1926.

Coates' reputatie groeide tot het punt waarop men hem begon te beschouwen als de natuurlijke opvolger van van William Massey. Toen die overleed op 10 mei 1925 nam Francis Bell het waarnemend premierschap op zich, tot het moment dat de Reform Party een nieuwe partijleider had. Coates versloeg bij de interne verkiezingen William Nosworthy en trad op 30 mei 1925 aan als nieuwe premier.
In juni 1925 ontmoette Coates de leiders van de Liberale Partij om te praten over een fusie om zo beter tegenwicht te kunnen bieden tegenover Labour. Zowel Coates als Bell waren tegen het idee en meenden dat de Reform Party de verkiezingen wel op eigen kracht kon winnen. 
Bij de parlementsverkiezingen van 1925 zette zijn partij Coates vol in de schijnwerpers. Hij werd neergezet als een pragmatische politicus die zorgde voor stabiliteit en veiligheid. De campagne sloeg aan en Coates trok grote groepen mensen naar zijn bijeenkomsten. Bij de verkiezingen haalde de Reform Party 47 procent van de stemmen en had met een 55 van de 80 zetels een ruime meerderheid in het parlement, waardoor Coates kon aanlijven als premier.
Coates had na de verkiezingen moeite om de hoge verwachtingen waar te maken. Hij voerde weinig wijzigingen door in de samenstelling van de ministersploeg en daardoor ontstond al snel het beeld van besluiteloosheid. In april 1926 stuurde hij James Parr als Hoge Commissaris naar het Verenigd Koninkrijk. De vrijgekomen zetel ging verloren bij tussentijdse verkiezingen omdat er naast de officiële kandidaat van de Reform Party nog een andere Reformer als onafhankelijke kandidaat mee deed. De achterban van Reform Party stemde verdeeld, waardoor een Labour-kandidaat er met de zetel van door ging. Dit versterkte het beeld dat Coates zijn eigen partij niet in de hand had.
Als premier stelde Coates een commissie in die onderzoek deed naar landonteigening van Maori-land. Halverwege 1926 kampte Coates' regering van met veel problemen. De exportprijzen voor vlees, wol en boter waren fors gekelderd, waardoor de werkeloosheid steeg. Coates voerde noodwetgeving door waardoor lokale overheden geld konden lenen om banen te creëren. Dit had weinig effect. De regering overwoog daarom om de immigratie te beperken. De regering riep een uitkering in het leven voor gezinnen met meer dan twee kinderen met een inkomen van minder dan vier pond per week (kleinere gezinnen waarbij de man werkte werden geacht genoeg inkomen te hebben). Labour bekritiseerde de maatregel als te weinig, terwijl rechts vond dat mensen daardoor afhankelijk werden van de staat.
In het najaar van 1926 kon Coates de binnenlandse problemen tijdelijk achter zich laten. Hij reisde naar Londen waar hij in oktober de Imperiale Conferentie bijwoonde, samen met Francis Bell. Tijdens de conferentie werd de Balfour-declaratie aangenomen. In de declaratie wordt gesteld dat het Verenigd Koninkrijk en de dominions "autonome gebieden zijn binnen het Britse Rijk, gelijk in status, en in geen enkele manier ondergeschikt aan elkaar met betrekking tot hun binnenlands of buitenlands beleid". Verder besloten het Verenigd Koninkrijk, Australië en Nieuw-Zeeland dat er een marinebasis in Singapore zou komen. Coates zegde namens zijn land een miljoen pond toe voor de aanleg.
Coates reisde vervolgens Frankrijk en België om begraafplaatsen te bezoeken waar Nieuw-Zeelandse soldaten lagen. Vervolgens begon de terugreis naar Nieuw-Zeeland via Ierland, Canada en de Verenigde Staten. In Amerika had hij een ontmoeting met Amerikaanse president Calvin Coolidge en minister van Buitenlandse Zaken Frank Kellogg. In Canada sprak Coates met premier William Lyon Mackenzie King. Na terugkeer in Nieuw-Zeeland wachtte hem een ontmoeting met de toekomstige koning van Engeland George VI van het Verenigd Koninkrijk.
Aan het begin van 1927 steeg de werkloosheid nog steeds. Vooral boeren leden onder de slechte export en en bekritiseerden Coates steeds vaker. Coates probeerde de positie van boeren juist te verbeteren met grote infrastructurele projecten waardoor veel landbouwgebieden beter bereikbaar werden, maar door de slechte economie leverde hem dat in electorale zin weinig op.
Richting de verkiezingen van 1928 verliet Albert Davy de Reform Party en vormde met een aantal aanhangers de United Party. Bij de verkiezingen werd de Reform Party nog nipt de grootste met 28 van de 80 zetels, gevolgd door de United Party met 27 zetels onder leiding van Joseph Ward. De United Party vormde samen met Labour de nieuwe regering en Ward volgde Coates op als premier.

### Oppositieleider en minister van Financiën
Coates trad aan als Oppositieleider. Hij maakte zich hard voor een wet waardoor werklozen steun van de staat zoden ontvangen, maar zij moesten daarvoor wel deelnemen aan een werkverschaffingsprogramma van de overheid. Omdat Labour de wet niet steunde kwam het nooit zover.
Labour trok in 1931 haar steun voor de regering in. In plaats daarvan trad de Reform Party toe. Zowel zij als de United Party vonden het direct uitschrijven van nieuwe verkiezingen riskant aangezien de kans groot was dat Labour fors zou groeien. George Forbes, die eerder al Ward was opgevolgd als premier, bleef aan als regeringsleider, maar veel partijgenoten van Coates traden toe tot de regering. Bij de verkiezingen later dat jaar behielden de United Party en de Reform Party hun meerderheid. Coates trad in 1933 toe tot de regering als minister van Financiën, nadat hij met zijn partijgenoot en voorganger als minister van Financiën William Downie Stewart Jr was gebotst over de nog steeds stijgende werkloosheid.
Bij de verkiezingen van 1935 kwam de Labour-partij, met Michael Joseph Savage aan het hoofd, als grootste uit de bus. Coates zelf verloor bijna zijn zetel. In 1936 trad hij toe tot de National Party, een fusiepartij die voortkwam uit de United Party en Reform Party. Net als George Forbes was de naam van Coates de veel verbonden aan de slechte financiële situatie, waardoor hij niet in aanmerking kwam voor het partijleiderschap. In plaats daarvan werd Adam Hamilton de nieuwe partijleider. Coates bleef aan als financieel woordvoerder en maakte het in die hoedanigheid minister van Financiën Walter Nash zeer lastig.

### Tweede Wereldoorlog
.

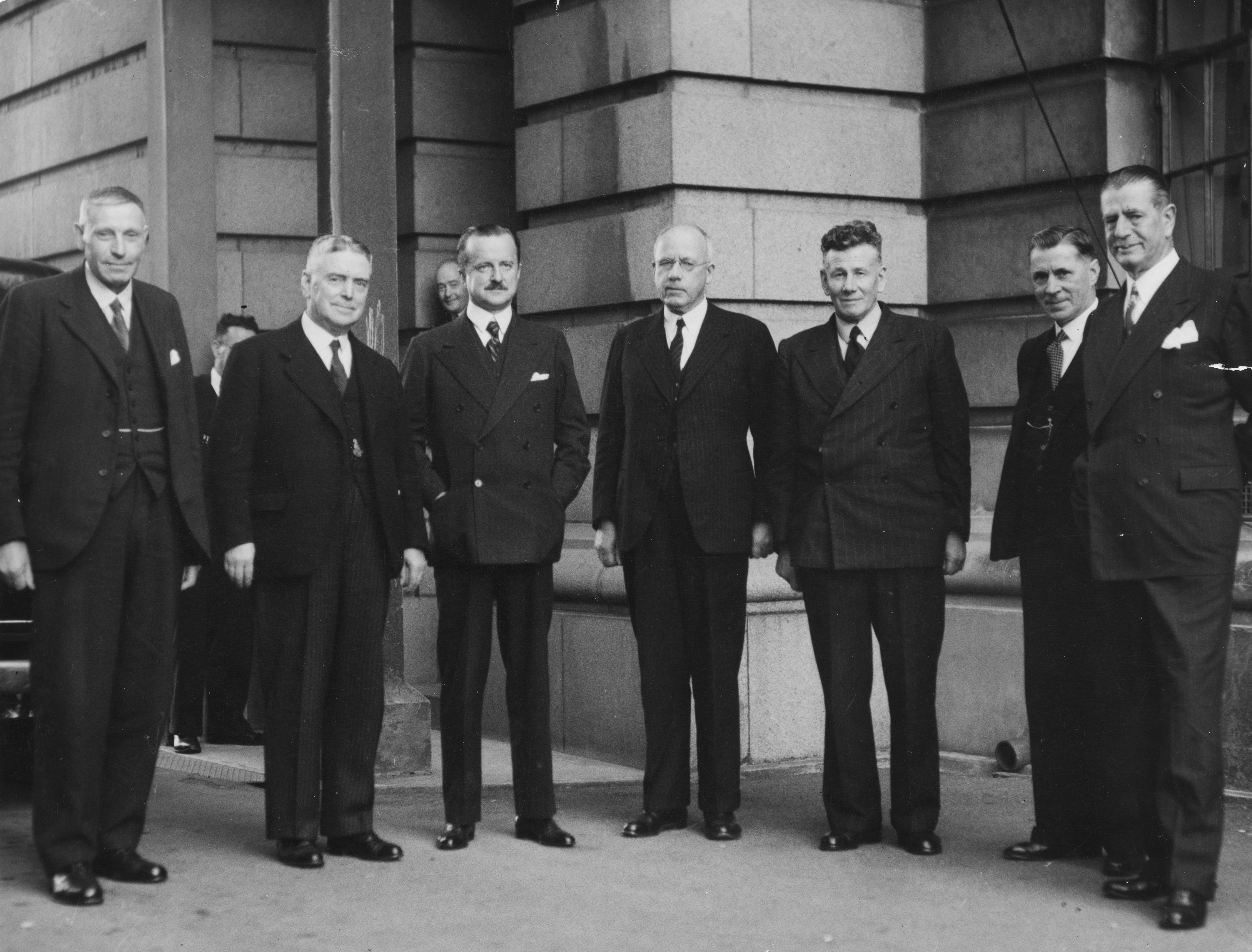
Coates (helemaal rechts) als lid van het oorlogskabinet in 1941

Coates verving Hamilton regelmatig als Oppositieleider, omdat zijn partijleider veel ziek was. Op het moment dat oorlog met Duitsland onvermijdelijk leek pleitte Coates voor samenwerking me de regering in het belang van de nationale veiligheid.
Na de uitbraak van de Tweede Wereldoorlog traden zowel Coates als Hamilton toe tot het oorlogskabinet. Hun keuze veroorzaakte verdeeldheid binnen de National party en Hamilton werd daardoor zelfs vervangen als partijleider door Sidney Holland. In 1942 vormde Labour en de National Party alsnog een kabinet van nationale eenheid. Dat kabinet had een heel korte levensduur omdat de National Party uit de regering stapte vanwege het neerslaan van een mijnwerkersstaking.
Coates en Hamilton bekritiseerden het besluit van de National Party openlijk en zegden hun lidmaatschap op, waarna ze weer toetraden tot de regering, maar nu als onafhankelijken. Coates drong er als kabinetslid bij premier Peter Fraser op aan dat hij meer toenadering zocht tot de Verenigde Staten vanwege de afnemende invloed van het Verenigd Koninkrijk in de regio.
Gedurende zijn hele leven was Coates een zware roker geweest. Hij overleed op 27 mei 1943 door een hartaanval. Ironisch genoeg kwamen de lofprijzingen vooral van Labour-politici en niet van zijn voormalige partijgenoten van de National Party.

## Persoonlijk
Coates was getrouwd met Marjorie Grace Coles, met wie hij vijf kinderen kreeg.